# Бояриновская волость

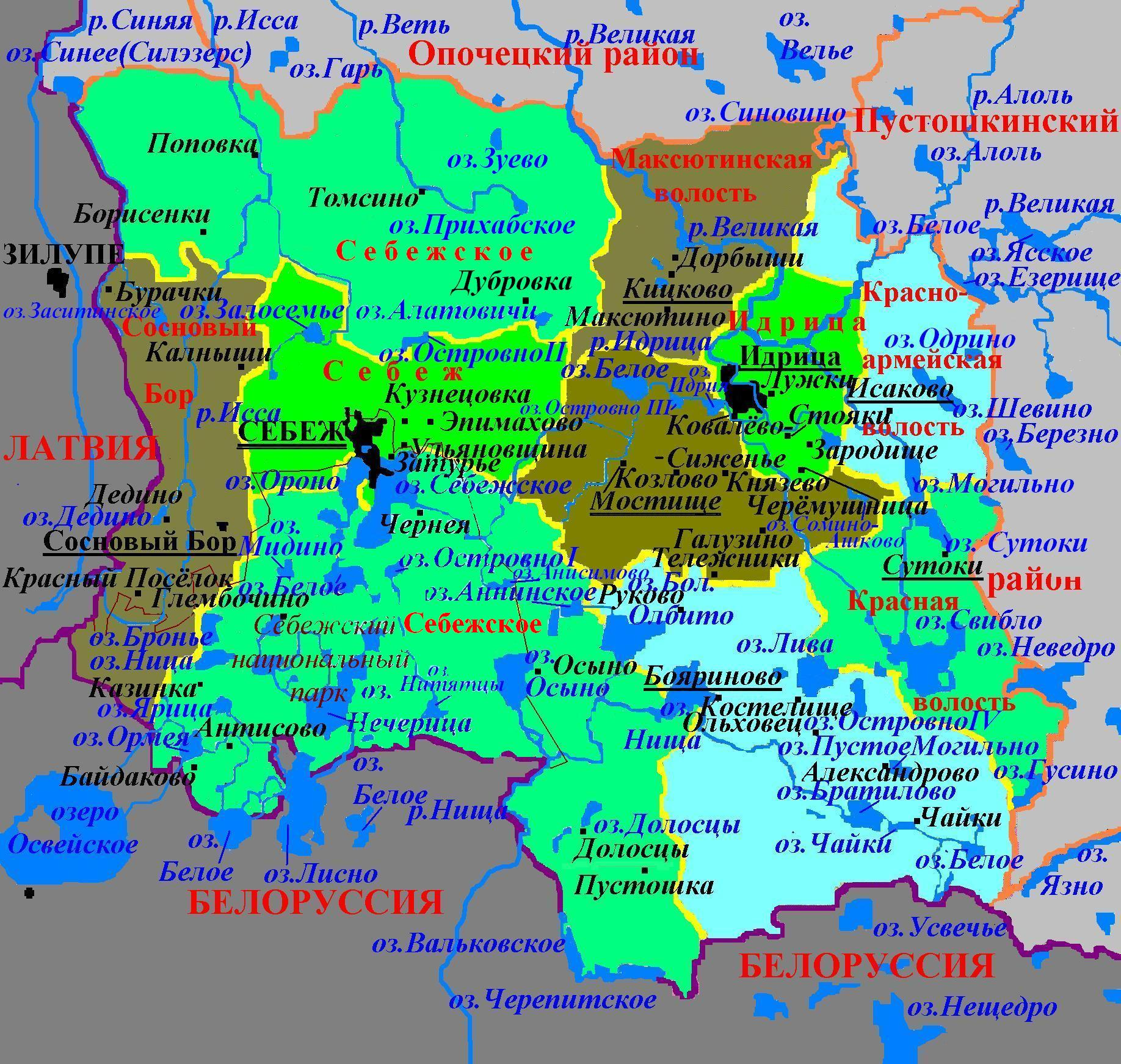
Административное деление Себежского района в 2010—2015 гг.

Бояриновская волость — упразднённые административно-территориальная единица 3-го уровня и муниципальное образование со статусом сельского поселения в Себежском районе Псковской области России.
Административный центр — деревня Бояриново.

## География
Территория волости граничила на западе с сельским поселением Себежское (бывшей Долосчанской волостью), на севере — с  Мостищенской, на востоке — с Красной волостями Себежского района, на юго-востоке — с Пустошкинским и Невельским районами Псковской области, на юге — с Белоруссией.
На территории волости расположены озёра: Большое Олбито (7,6 км², глубиной до 7 м), Нища (8,2 км², глубиной до 7 м), Лива (5,3 км², глубиной до 3,2 м), Братилово (3,7 км², глубиной до 5,6 м), Могильно (3,1 км², глубиной до 7,4 м), Островно или Островно IV у д. Островно (1,8 км², глубиной до 6 м), Пустое Могильно (1,6 км², глубиной до 7 м), Чайки или Утуга (1,2 км², глубиной до 4 м), Белое у д. Замошица (1,0 км², глубиной до 6,2 м),  Белое или Свитьково у д. Мошихино (0,6 км², глубиной до 5 м), Чёрное у д. Магарево (0,55 км², глубиной до 3,9 м) и др.

## Население
| 2002 | 2010 | 2012 | 2013 | 2014 | 2015 |
| ---- | ---- | ---- | ---- | ---- | ---- |
| 552  | ↘514 | ↘481 | ↘462 | ↘439 | ↘416 |

## Населённые пункты
В состав Бояриновской волости входило 38 деревень: Бояриново, Асташково, Березавец, Борки, Будани, Грудинино, Гойшино, Глапти, Дворицы, Залинево, Литвиново, Лопатино, Метище, Морозово, Пустошка, Руково, Уклейница, Чухово, Швары, Шеклаки, Ясеновец, Александрово, Горелики, Глубокое, Глуховка, Жанвиль, Замошица, Костелище, Лужи, Матысово, Магорево, Машихино, Олисово, Островно, Ольховец, Пилюки, Утуга, Чайки.

## История
Постановлением Псковского областного Собрания депутатов от 26 января 1995 года все сельсоветы в Псковской области были переименованы в волости, в том числе Бояриновский сельсовет был превращён в Бояриновскую волость.
Законом Псковской области от 28 февраля 2005 года была упразднена Чайкинская волость, территория которой была включена в Бояриновскую волость, в новых границах которой было также создано муниципальное образование Бояриновская волость со статусом сельского поселения с 1 января 2006 года в составе муниципального образования Себежский район со статусом муниципального района.
Законом Псковской области от 30 марта 2015 года Бояриновская волость была упразднена и 11 апреля 2015 года включена в состав городского поселения Идрица.